# Гражданское либертарианство
Гражданское либертарианство — политическая мысль, которая поддерживает гражданские свободы или подчеркивает верховенство индивидуальных прав и личных свобод над и против любого вида власти (например, государства, корпорации, социальных норм, навязанных посредством социального давления и т. д.). Гражданское либертарианство — это не полноценная идеология, а скорее система взглядов на конкретные вопросы гражданских свобод и гражданских прав.

## В либертарианском движении
В области либертарианской философии главным интересом гражданского либертарианца является отношение государства к человеку. Теоретически гражданские либертарианцы стремятся ограничить эти отношения до абсолютного минимума, при котором государство может функционировать, предоставлять базовые услуги и обеспечивать безопасность без чрезмерного вмешательства в жизнь своих граждан. Один из ключевых столпов гражданского либертарианства — отстаивание свободы слова. В частности, гражданские либертарианцы выступают против запрета языка вражды и обсценной лексики. Хотя они могут лично одобрять или не одобрять поведение, связанное с этими проблемами, гражданские либертарианцы считают, что преимущества неограниченной публичной дискуссии перевешивают все недостатки.
Другие гражданские либертарианские позиции включают в себя поддержку, по крайней мере, частичной легализации запрещенных веществ (марихуаны и другие легкие наркотики), проституции, абортов, неприкосновенности частной жизни, ассистированного суицида или эвтаназии, права на ношение оружия, прав молодежи, topfreedom, четкого разграничения между религией и политикой, и поддержка однополых браков.
С появлением персональных компьютеров, Интернета, электронной почты, сотовых телефонов и других информационных технологий возникла часть гражданского либертарианства, которое сосредоточено на защите цифровых прав и конфиденциальности.